# Kmoskó Béla
Kmoskó Béla (Vámosladány, 1872. – 1957. július 25.) lévai ügyvéd.

## Élete
Berniczei Kmoskó István Benedek és Zsille Ludovika hetedik gyermeke. Az elemi iskolát szülőfalujában végezte, majd a gimnáziumot Selmecbányán és Nyitrán. 1891-ben érettségizett a Nyitrai Főgimnáziumban. Évfolyamtársa volt Apponyi Gyula politikus, Geraldine albán királyné apja. 1896-ban a Budapesti Királyi Magyar Tudomány-Egyetemen jogi képesítést szerzett. 1897-ben tartalékos hadapród tiszthelyettessé nevezték ki a nyitrai 14. gyalogezrednél. 1900-ban a magyar királyi igazságügyminiszter mint lévai gyakorló ügyvédet az aranyosmaróti királyi ügyészség kerületébe ügyészségi megbízottá nevezte ki.
1900-tól a 48-as Függetlenségi Párt helyi vezetője, illetve Léva város képviselő-testületének tagja. Ügyésze volt a Lévai Nőegyletnek, a Katolikus Körnek és a Reviczky Társaságnak. A lévai katolikus iskolaszék, a Lévai Első Bank, 1925-től a Lévai Sport Egylet elnöke. A Szanatórium Egyesület lévai fiókjának titkára, majd jegyzője volt.
1918. november 12-én felmerült a neve Bars vármegye kormánybiztosi tisztségére, ez ügyben azonban nem döntöttek. Részt vett a komáromi Jókai szobor 1937-es felavatásán.
A járási képviselőtestület tagja. A Lévai Kaszinó elnöke, a Lévai Takarékpénztár igazgatóságának elnöke, a lévai Vármegyei Közjóléti Szövetkezet igazgatósági tagja volt. A lévai Vöröskereszt elnöke. Az Országos Keresztényszocialista Párt és a Magyar Nemzeti Párt fúziójakor az utóbbi részéről a szervezőbizottság tagja, majd a közös Egyesült Magyar Párt országos végrehajtó bizottságának tagja, illetve a párt lévai és járási elnöke lett. 1938-ban az első bécsi döntés előtt internálták. 1938. november 10-én, mint a Lévai Magyar Nemzeti Tanács elnöke üdvözölte a Lévát felszabadító magyar honvédeket. Később az egyesített vármegye választmányának alelnöke.
1900-1945 között Léván ügyvédi és közjegyzői tevékenységet folytatott. 1945 nyarán a csehszlovák hatóságok letartóztatták, csaknem öt hónapon át tartották fogva a lévai bíróság pincéjében. A népbíróság nem találta bűnösnek, de 1946-ban teljes vagyonelkobzásra ítélték, majd 1948-ban családjával együtt kitelepítették. Élete hátralevő részét nehéz körülmények között Dunaharasztiban élte le. Dunaharasztin temették el, de sírja ma a budapesti Farkasréti temetőben van.
Két házasságából Mocsy Zolna (†1902) és Honecz Jolán (†1957) öt gyermeke született. Unokája Horváth Árpádné Kmoskó Mária (1943-2021) volt.

## Emlékezete
- 2018 Lévai történelmi arcképcsarnok – Gondolati emléktábla, Léva